# Pollenia asiatica
Pollenia asiatica este o specie de muște din genul Pollenia, familia Calliphoridae. A fost descrisă pentru prima dată de Senior-white în anul 1923. Conform Catalogue of Life specia Pollenia asiatica nu are subspecii cunoscute.